# Tylophora cinerascens
Tylophora cinerascens är en oleanderväxtart som först beskrevs av Robert Brown, och fick sitt nu gällande namn av P.I. Forster. Tylophora cinerascens ingår i släktet Tylophora och familjen oleanderväxter. Inga underarter finns listade i Catalogue of Life.